# Jarosław Syrnyk
Jarosław Dariusz Syrnyk (ur. 1970 w Koszalinie) – polski historyk, specjalizujący się w historii Polski XX w.; nauczyciel akademicki związany z Uniwersytetem Wrocławskim.

## Życiorys
Pochodzi z Bobolic. Ukończył IV Liceum Ogólnokształcące z ukraińskim językiem nauczania w Legnicy. Po zdanym egzaminie maturalnym (1988) rozpoczął studia na kierunku historia na Uniwersytecie Marii Curie Skłodowskiej w Lublinie, następnie przeniósł się na Uniwersytet Wrocławski, gdzie w 1993 złożył egzamin magisterski. W 2005 uzyskał stopień naukowy doktora nauk humanistycznych w zakresie historii na podstawie pracy pt. Ludność ukraińska na Dolnym Śląsku w latach 1945–1989 na Pomorskiej Akademii Pedagogicznej w Słupsku, której promotorem był prof. Roman Drozd. W 2010 Rada Wydziału Nauk Historycznych i Pedagogicznych Uniwersytetu Wrocławskiego nadała mu stopień doktora habilitowanego nauk humanistycznych w zakresie historii o specjalności historia Polski XX wieku, na podstawie rozprawy nt. Ukraińskie Towarzystwo Społeczno-Kulturalne (1956-1990). 
W latach 2006–2020 był zatrudniony we wrocławskim oddziale Instytutu Pamięci Narodowej. Był m.in. koordynatorem projektu badawczego IPN Aparat bezpieczeństwa wobec mniejszości narodowych, etnicznych i cudzoziemców. Od 2016 r. zatrudniony jest na stanowisku profesora uczelnianego w Katedrze Etnologii i Antropologii Kulturowej Uniwersytetu Wrocławskiego. W 2020 został powołany na stanowisko prodziekana ds. dydaktyki niestacjonarnej i kontaktów z pracodawcami Wydziału Nauk Historycznych i Pedagogicznych Uniwersytetu Wrocławskiego. W 2023 r. Prezydent Rzeczypospolitej Polskiej nadał mu tytuł profesora w dziedzinie nauk humanistycznych (dyscyplina - historia). 
Aktywny w Ukraińskim Towarzystwie Historycznym w Polsce, pełnił funkcję redaktora naczelnego pisma „Litopys. Studia i materiały Ukraińskiego Towarzystwa Historycznego w Polsce”. Był również redaktorem "Ukraińskiego Almanachu" (2007-2010) wydawanego przez Związek Ukraińców w Polsce. Jest również członkiem Stowarzyszenia Archiwistów Polskich i Towarzystwa Historiograficznego.
W 2016 został odznaczony Brązowym Krzyżem Zasługi „za zasługi w dokumentowaniu i upamiętnianiu prawdy o najnowszej historii Polski”. 

## Dorobek naukowy
W kręgu zainteresowań badawczych Jarosława Syrnyka pozostaje problematyka dziejów mniejszości narodowych w Polsce, działalności aparatu bezpieczeństwa, zagadnienia z zakresu studiów regionalnych oraz biografistyka. Do jego najważniejszych publikacji należą:
- Ludność ukraińska na Dolnym Śląsku (1945–1989), Wrocław 2007.
- Ukraińskie Towarzystwo Społeczno-Kulturalne (1956–1990), Wrocław 2008.
- Urząd Bezpieczeństwa w Wołowie (1945–1956), Wrocław 2010.
- "Po linii" rewizjonizmu, nacjonalizmu, syjonizmu… Aparat bezpieczeństwa wobec ludności niepolskiej na Dolnym Śląsku (1945–1989), Wrocław 2013.
- Nadzór specjalny. Analiza historyczno-antropologiczna działań organów bezpieczeństwa w kwestii tzw. nacjonalizmu ukraińskiego na Podkarpaciu w latach 1947–1989, Instytut Pamięci Narodowej, Wrocław-Warszawa 2015.
- Trójkąt bieszczadzki. Tysiąc dni i tysiąc nocy anarchii w powiecie leskim 1944–1947, wyd. Libra Pl, Rzeszów 2018.
- Przemoc i chaos. Powiat sanocki i okolice w latach 1944–1947. Analiza antropologiczno-historyczna, Instytut Pamięci Narodowej, Wrocław-Warszawa 2020.